# Contea di Collesano
La Contea di Collesano  fu un'entità feudale esistita in Sicilia dal XIII secolo fino agli inizi del XIX secolo. Il suo territorio comprendeva gli odierni comuni di Collesano, Gratteri, Petralia Soprana e Petralia Sottana della Città metropolitana di Palermo, e il comune di Caronia della Città metropolitana di Messina.

## Storia
Il castello saraceno di Golisano - poi divenuta Collesano - fu espugnato nel 1063 dai Normanni guidati da Ruggero I d'Altavilla. Nel 1194, il re Guglielmo III di Sicilia concedette il castello e la terra di Collesano alla Diocesi di Palermo. Nel 1202, in epoca sveva, Collesano fu infeudata a Paolo Cicala, che assunse il titolo di conte. In epoca angioina, nel 1271, il re Carlo I d'Angiò non assegnò il castello e la terra di Collesano al nobile Simone VI di Montfort, che divenne terra demaniale, scorporata dalla grande contea di Geraci assegnata al genovese Enrico II di Ventimiglia.
«La confisca dei beni di Enrico ci dà le dimensioni enormi del suo potere e l’incertezza assoluta della burocrazia angioina tra usurpazioni e legittime possessioni: nel 1271 il castrum (terra e castello) di Gratteri, recuperato sul proditor Enrico, viene dato a Guillaume de Moustiers e la contea viene divisa tra i Montfort: Geraci, Gangi e Castelluccio dati a Jean, e San Mauro, Ipsigro (oggi Castelbuono), Fisauli, Bilici e Montemaggiore a Simon. L’ultimo documento precisa anche che le terre di Polizzi, Isnello e Collesano facevano parte della contea, ma non vengono infeudate ai Montfort, prova che la contea di Geraci era un vasto comando militare e amministrativo, più esteso che non l'antico demanio feudale dei Craon e degli Ischia. I diritti del vescovo di Cefalù vengono restaurati dopo la partenza di Enrico verso l’esilio, ma con lentezza; ancora nel 1279, ci vuole una lettera di Carlo I d’Angiò per completare la restituzione del Porto di Tusa e dei diritti di Dogana di mare, ingiustamente occupati da Enrico di Ventimiglia, «detto conte»» 
Nel 1305, Collesano tornò ai Ventimiglia, ed annessa alla Contea di Geraci per investitura di questa a Francesco Ventimiglia Filangeri da parte del re Federico III di Sicilia. La Contea fu confiscata ai Ventimiglia nel 1398 dal re Martino I di Sicilia per la sentenza di fellonia che condannò il conte Antonio Ventimiglia di Lauria, accusato di aver agito contro la Corona aragonese. Passò ai Rosso per concessione data nel 1408 ad Enrico Rosso Chiaramonte dei Conti di Aidone. Nel 1414, il Ventimiglia, tornato libero per la grazia concessagli dal re Ferdinando I d'Aragona, poté riacquisire il possesso dello Stato. Dai Ventimiglia, tra il XV e il XVI secolo, la Contea passò successivamente ai Cardona, agli Aragona, ed ai Moncada.
I Moncada persero la Contea di Collesano nel 1752, quando, a conclusione della lite per la successione tra Luigi Guglielmo Moncada Branciforte, duca di San Giovanni, e Donna Caterina Moncada Fajardo, figlia di Ferdinando, VI principe di Paternò, ed avviata dal primo dopo la morte di questi avvenuta nel 1713, il Tribunale della Gran Corte con apposita sentenza investì Federico Vincenzo Alvarez de Toledo Moncada, duca di Ferrandina, e figlio di Caterina, della Contea di Collesano e delle relative baronie delle Due Petralie e della signoria di Bilìci.
I Duchi di Ferrandina furono possessori della Contea di Collesano fino al 1812, quando fu deliberata l'abolizione del feudalesimo in Sicilia con la promulgazione della Costituzione siciliana, concessa dal re Ferdinando III di Borbone in risposta alla rivolta scoppiata nell'isola e all'avanzata napoleonica.

## Cronotassi dei Conti di Collesano
I Contea di Collesano
- Paolo Cicala (1202-1231)

II Contea di Collesano
- Enrico II di Ventimiglia (1254-1270/1284-1308)

III Contea di Collesano
- Francesco Ventimiglia Esculo (1337-1338/1354-1387)
- Antonio Ventimiglia di Lauria (1387-1398)
- Enrico Rosso Chiaramonte (1408-1414)
- Antonio Ventimiglia di Lauria (1414-1415)
- Costanza Ventimiglia Moncada (1415-1417)
- Antonio Centelles Ventimiglia (1417-1444)
- Pietro Cardona Villena (1444-1450)
- Artale Cardona Centelles (1450-1478)
- Pietro Cardona Ventimiglia (1478-1522)
- Artale Cardona Gonzaga (1522-1535)
- Antonia Cardona Gonzaga (1536-1545)
- Pietro d'Aragona Cardona (1545-1553)
- Antonio d'Aragona Cardona (1553-1584)
- Maria d'Aragona La Cerda (1585-1600)
- Antonio d'Aragona Moncada (1600-1627)
- Luigi Guglielmo Moncada La Cerda (1627-1673)
- Ferdinando Moncada Aragona (1673-1713)
- Federico Vincenzo Alvarez de Toledo Moncada (1752-1753)
- Antonio Alvarez de Toledo Perez (1754-1773)
- Giuseppe Alvarez de Toledo Gonzaga (1774-1796)
- Francesco Borgia Alvarez de Toledo Gonzaga (1796-1812)